# Claudia Castro Campos
Claudia Castro Campos (Monterrey, México) es una investigadora y académica mexicana.  

## Estudios
Estudió la licenciatura en psicología con acentuación conductual en la Facultad de Psicología de la Universidad Autónoma de Nuevo León. Continuó sus estudios en la misma universidad, realizando una maestría en Ciencias con opción en Cognición y Educación  y un doctorado en Filosofía con especialidad en Psicología.
A lo largo de su carrera profesional, ha realizado estancias nacionales e internacionales. Ha colaborado en un proyectos financiados por la Oficina Federal de Investigación (FBI) en conjunto con la Universidad de Portsmouth, Inglaterra. 
Sus principales áreas de investigación son: sobre la detección de la mentira, mecanismos de evaluación cognitivo-emocionales en poblaciones variables, procesos de vulnerabilidad cognitiva y desórdenes emocionales e intervención clínica, cognición y juicio humano, y tecnología educativa y mecanismos de aprendizaje. 
Es profesora de tiempo completo e imparte clases nivel licenciatura, maestría y doctorado.

## Proyectos
- Apoyo y subvención por parte del Federal Bureau of Investigation (FBI) con la colaboración del Dr. Aldert Vrij, con el proyecto intitulado The Effect of Countermeasure of Eliciting Information and Cues to Deceit in an Interpreter Context 2 (enero 2021-agosto 2021).
- Proyecto con subvención por parte del Programa de Apoyo a la Investigación Científica y Tecnológica PAICYT 2020. Con el proyecto intitulado Procesamiento automático de información emocional en jóvenes de bachilleratos autopercibidos como felices y no felices (marzo 2020).

## Publicaciones
- Castro, C., Morales, G. E., López, E.O., Olivares, L. y Masip, J. (2018). Systematic thinking underlying cross-cultural differences in deception acceptability. The Journal of Social Sciences Research, 4(11), 271-275.[1]
- Urdiales, M.E., Castro, C. y Villarreal, M.G. (2018). El autoesquema y el autoconcepto en el ámbito escolar. Y., Martínez, Y., Aceves y M. M., Barack. Desarrollo del potencial humano en el ámbito universitario. Editorial Artificios. Baja California, México.[2]
- Morales-Martínez, G. E., López-Ramírez, E. O., Castro-Campos, C., Villarreal-Treviño, y Gonzales-Trujillo, C. J. (2017). Cognitive analysis of meaning and acquired mental representations as an alternative measurement method technique to innovate e-assessment. European Journal of Educational Research, 6(4), 455-464.[3]

## Premios y reconocimientos
- Premio de Investigación 2013 en el Área de Humanidades por la Universidad Autónoma de Nuevo León con el trabajo “Sobre el estudio cognitivo de la mentira humana: Nuevas direcciones empíricas en la exploración de los procesos cognitivos que subyacen el juicio de detección de la mentira”.[4]
- Premio a la Mejor Tesis de Maestría de la Universidad Autónoma de Nuevo León (2009) “Mecanismos Cognitivos del Uso de Claves visuales y acústicas en la identificación de la mentira”.

### Reconocimientos
- Distinción como Líder del Cuerpo Académico en Consolidación de Ciencia Cognitiva de la Facultad de Psicología (2017), U.A.N.L. (UANL-CA-298).[5]
- Perteneciente al Sistema Nacional de Investigadores Nivel 1 (2017- 2020).
- Miembro del Comité Científico de la Revista Científica Behavior &  Law Journal, Madrid, España (septiembre, 2020).[6]
- Adscrita a la Red Internacional para la Cooperación Científica en proyectos de Ciencia Cognitiva entre México- España, en las siguientes líneas de investigación: Innovación tecnológica y educación y el estudio cognitivo de la mentira humana. Entre las instituciones: Universidad Nacional Autónoma de México, la Facultad de Psicología de la Universidad Autónoma de Nuevo León, la Facultad de Psicología de la Universidad Autónoma de Yucatán y la Fundación Universitaria Behavior & Law (2017).